# Bianca Stagno Bellincioni
Bianca Stagno Bellincioni (* 23. Januar 1888 in Budapest, Österreich-Ungarn; † 17. September 1980 in Mailand, Italien) war eine italienische Sängerin und Schauspielerin.

## Leben
Die Tochter des Operntenors Roberto Stagno und der Sängerin Gemma Bellincioni war gleich ihrer Mutter eine Sopranistin. Sie trat u. a. in Neapel, Barcelona, Rom und Lissabon auf und sang 1914 an der Covent Garden Opera in Puccinis Opern La Bohème und Manon Lescaut. Zwischen 1916 und 1943 wirkte sie außerdem in annähernd dreißig Filmen als Schauspielerin mit. 1945 veröffentlichte sie in Mailand das Buch Roberto Stagno e Gemma Bellincioni über ihre Eltern.

## Filmografie (Auswahl)
- 1916: Il biricchino di Parigi
- 1916: Il malefico anello
- 1916: La laude della vita e la laude della morte
- 1917: A Santa Lucia
- 1917: La donna che non ebbe cuore
- 1917: Le nozze di Vittoria
- 1917: Lilly Pussy
- 1918: Il ferro
- 1918: Cenere e vampe
- 1918: Lolita